# Claudia Zuriato

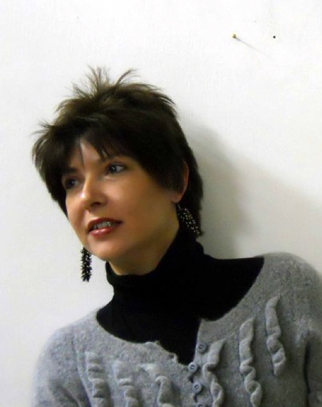
Claudia Zuriato

Claudia Zuriato (* 9. September 1974 in Venedig) ist eine italienische Malerin.

## Leben
Claudia Zuriato erhielt ihre erste künstlerische Ausbildung am Liceo Artistico Santa Caterina di Treviso, Abschluss 1992 als Maturità Artistica. Anschließend studierte sie an der Accademia di Belle Arti di Venezia, die sie im Jahr 1998 mit der höchsten möglichen Punkteanzahl abgeschlossen hat.
Leistungen
Zahlreiche Ausstellungen im In- und Ausland weisen die große kreative Vielfalt der Künstlerin aus. Im Jahr 2005 kuratierte Valerio Dehò ihre Ausstellung Underground, die in der Galerie der Deutschen Bank Venedig präsentiert wurde. Als Ergebnis dieses Aufenthaltes entstand die Ausstellung Residence 8403, kuratiert von Philippe Ruchmann. In den Jahren 2011 und 2012 präsentierte sie ihre Werke gemeinsam mit vier weiteren venezianischen Künstlern im Rahmen der Ausstellung Venezia riflessa in onde contemporane (Venezianische Reflexionen auf zeitgenössischen Wellen) im Museum Manege, St. Petersburg (Russland), der Galerie Elena Kadieff, Helsinki (Finnland) und in der Galerie Rayko Alexiev, Sofia (Bulgarien). Diese Werkschau wurde von Afrodite Oikonomidou kuratiert. Anlässlich der Ausstellung sognai che sognavi un sogno, kuratiert von Antonio Arèvalo, erschien bei der Bugno Art Gallery Venedig eine umfangreiche Publikation der Werke von Claudia Zuriato.
Sie lebt als freischaffende Künstlerin in Venedig und ist mit dem österreichischen Komponisten Gerhard Krammer verheiratet.

## Auszeichnungen
- 2009: 3. Preisträgerin des „Premio Internazionale D’Arte la Colomba Venezia“
- 2010: dreimonatiges Stipendium an der Cité Internationale des Arts Paris

## Werke (Auswahl)
- Sognai che sognavo un songo (Bugno Art Gallery Venezia), 2012, 120 × 100, Gravur, Anilin, Harz auf Leinwand.
- a piedi nudi (Bugno Art Gallery Venezia), 2012, 60 × 90 × 5, Gravur, Anilin, Harz auf Holz, Eckbild.